# 昌九城际线
昌九城际线，又称昌九城际铁路，是中国一条连接江西省南昌市及九江市的城际铁路；是中国第二条动工第三条通车的城际铁路，也是江西第一条新建的高速铁路。

## 概况
昌九城际线大致沿京九铁路东侧而行，全长131.27公里，其中包括新建线路长度为113.95公里、武九铁路联络线和乐化至南昌间17.3公里的改造既有线。昌九城际线为客运专线双线电气化铁路干线，设计时速为250公里，共有桥梁75座，双线隧道3座，设九江、庐山、德安、共青城、永修、乐化、南昌等7个车站，所有车站均在既有车站上改造。由中华人民共和国铁道部和江西省合资建设，投资总额58.32亿元人民币。
线路于2007年6月28日开工，最初计划2010年11月30日竣工，但是2009年的施工顺利所以计划提至2010年6月30日开通，实际上至2010年8月28日全线才正式连通并具备开通运营条件，于9月20日通车，成为江西省境内第一条城际高速铁路。昌九城际线北端自庐山站通过联络线与武九铁路连接，南端自乐化东站分别接入既有南昌北站与京九铁路连接，以及南昌西站与昌福铁路相连。
九江站配合昌九城际线工程进行了站台扩建并改用了无柱雨棚，而南昌站改造受到火车站东广场拆迁问题至在2014年才开工。
乐化东站将不办理客运业务，实际上该站只是按照线路所的规格建设，而南昌西站所在的区间乐化东-南昌西区间是属于向莆铁路工程并还在施工中故不启用，开通初期南昌市的客运乘降全部由南昌站承当。
2013年1月10日铁道部正式批复向莆铁路线路正式命名，乐化东站至南昌西站归入昌九城际线。
昌九高速铁路建成之前，京港高速铁路昌九段（庐山-南昌／南昌西）目前暂由昌九城际线代替，目前昌九段所有动车组列车均经昌九城际线运行。

## 历史

### 前期准备
2005年3月31日原铁道部部长刘志军和江西省领导正式签订了“十一五”江西的铁路建设规划；该项目在2005年12月的省长报告中提出，根据随后的报道线路全长120公里，设计时速是200公里/小时；计划在2006年开工并在2008年完工，江西省政府将承担一半项目资金。
2006年3月4月开始了项目相关的勘测；3月14日铁道部发布《关于成立昌九城际轨道交通公司筹备组的通知》（铁劳卫函〔2006〕186号），2006年3月14日起，成立昌九城际轨道交通公司筹备组。
根据同9月份的规划显示全线长131.27公里，新建114.07公里，利用既有线17.2公里，而时速为200公里/小时但是平面预留提速条件；当时计划在2006年11月底开建；但是最终没有在2006年开工。
2006年12月28日《关于新建九江至南昌城际铁路工程可行性研究报告的批复》（铁计函〔２００６〕１１０６号）
2007年4月的数据显示铁路设计时速改为200公里/小时，并预留250公里/小时，同月开始站前重点工程监理招标公告

### 开工建设

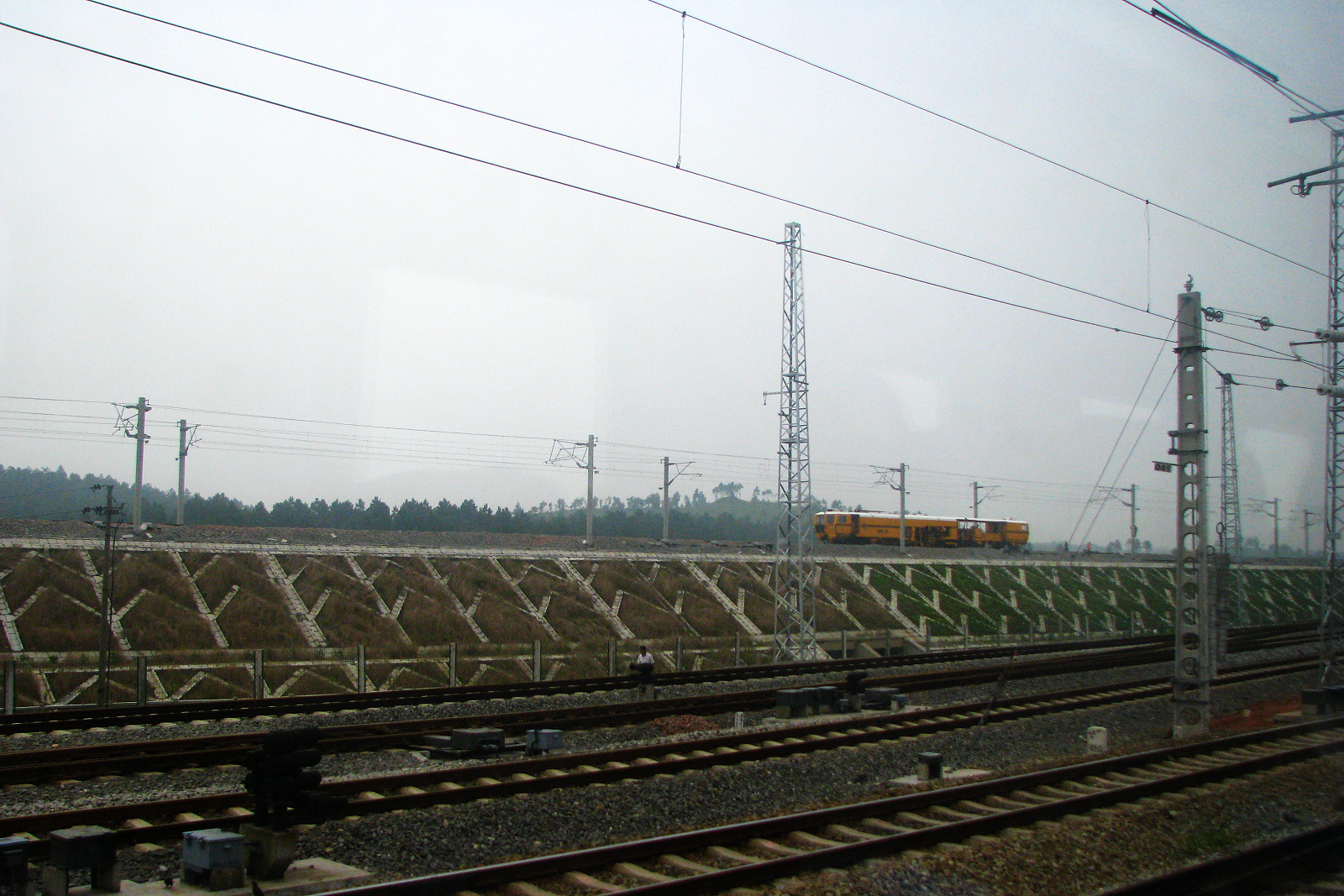
一台CD08-475型道岔捣固车在建设中的昌九城际线上进行作业，摄于2010年6月。

2007年6月28日开工，原计划于2010年6月建成通车。
2008年1月16日关键控制工程熊家特大桥开工；3月8日全线开工。
2009年1月13日乐化特大桥正式开始架设，这是铁路在南昌段最长的桥梁；3月项目投资比例调整为铁道部出资60%和江西省出资40%；8月初全线路基工程基本完成准备开始铺轨，8月26日8时40分开始全面铺轨；10月15日开始挂网架线
2010年1月4日上午10点全线铺通，同时相关报道有称时速为250公里/小时；2月10日昌九城际铁路南昌站也计划开始，3月31日正式确认该线路（九江-乐化东）时速将提至250公里；4月22日开始验收。

### 联调联试
2010年7月26日，昌九城际线开始联调联试，预计20天；29日当天有3趟动车组作为综合检测车首次上线调试。
9月7日32列动车双向空载运行

### 开通运营
南昌铁路局9月3日表示95列普速列车在昌九段将走新建的城际铁路，9月14日确认将于9月20日正式开通运营。
2010年9月20日上午8时20分，昌九城际线正式开通运营，共开行南昌至九江和武汉方向动车组17对，其中南昌至九江9对，南昌至武汉或武昌6对，南昌至汉口2对。南昌至九江的一等座票为50元，二等座票为42元。
在2011年7月23日发生2011年甬台温铁路列车追尾事故后有消息说昌九城际线将降速至200公里/小时，最终确认从8月28日零时起昌九城际线运行时速降至200公里。

## 沿途车站
| 路线 | 路线 | 路线 | 所在地区 | 所在地区 | 所在地区 | 车站     | 南昌西站起计里程 （公里） | 连接铁路                                                | 城市轨道交通转乘路线 | 规模       | 备注                             |
| ---- | ---- | ---- | -------- | -------- | -------- | -------- | ------------------------- | ------------------------------------------------------- | -------------------- | ---------- | -------------------------------- |
|      |      |      | 江西省   | 南昌市   | 红谷滩区 | 南昌西站 |                           | 昌福铁路、昌赣客运专线、沪昆客运专线                    | 南昌地铁2号线        | 12站台26线 |                                  |
|      |      |      | 江西省   | 南昌市   | 新建区   | 乐化站   |                           | 京九铁路                                                |                      | 4线        | 线路所                           |
|      |      |      | 江西省   | 九江市   | 永修县   | 永修站   |                           | 京九铁路（不互通）                                      |                      | 4站台9线   |                                  |
|      |      |      | 江西省   | 九江市   | 共青城市 | 共青城站 |                           | 京九铁路（不互通）                                      |                      | 3站台9线   |                                  |
|      |      |      | 江西省   | 九江市   | 德安县   | 德安站   |                           | 京九铁路（不互通）                                      |                      | 3站台9线   |                                  |
|      |      |      | 江西省   | 九江市   | 柴桑区   | 庐山站   |                           | 京九铁路、武九铁路、合安九客运专线、武九客运专线        | 九江轨道交通2号线    | 4站台15线  |                                  |
|      |      |      | 江西省   | 九江市   | 濂溪区   | 九江站   |                           | 京九铁路、铜九铁路、衢九铁路 武九铁路、合九铁路（靠近） | 九江轨道交通2号线    | 5站台12线  | 该规模是在本铁路建设时扩建而来的 |

## 特色
桥梁段使用了新型梁型。